# Зерам
«Зерам» (яп. ゼイラム, известен также под названием «Дзэйрам») — японский научно-фантастический кинофильм режиссёра Кэйта Амэмия, выпущенный в 1991 году. В 1994 году было выпущено продолжение «Дзэйрам 2», а также аниме-приквел — «Ирия: Зейрам».

## Сюжет
Прекрасная охотница с другой планеты по имени Ирия прибывает на Землю, чтобы сразиться с Зерамом, бессмертным инопланетным созданием, голова которого имеет очень странную форму, напоминающую широкополую шляпу. С помощью своего ИИ-партнёра Боба и двух обычных японских электриков, Ирия и Зерам попадают в искусственное измерение под названием Зона. У них остаётся мало времени на то, чтобы закончить битву.

## В ролях
- Юко Морияма — Ирия
- Кунихиро Ида — Теппей
- Юкидзиро Хотару — Камия
- Масакадзу Ханда — Боб
- Юкитомо Тотино — Мурата
- Наоми Энами — владелец магазина
- Мидзухо Ёсида — Зерам